# Kinh tế Ethiopia
Nền kinh tế của Ethiopia là một nền kinh tế hỗn hợp và chuyển tiếp với một khu vực công lớn. Chính phủ Ethiopia đang trong quá trình tư nhân hoá nhiều doanh nghiệp nhà nước và tiến tới một nền kinh tế thị trường. Tuy nhiên, các ngành ngân hàng, viễn thông và giao thông vận tải của nền kinh tế bị chi phối bởi các công ty thuộc sở hữu nhà nước.
Ethiopia là một trong những nền kinh tế phát triển nhanh nhất trên thế giới và là quốc gia đông dân thứ hai ở châu Phi. Nhiều tài sản thuộc sở hữu của chính phủ trong chế độ trước đây đã được tư nhân hóa và đang trong quá trình tư nhân hoá. Tuy nhiên, một số lĩnh vực như viễn thông, tài chính và dịch vụ bảo hiểm, dịch vụ vận chuyển hàng không, đất đai và bán lẻ, được coi là các lĩnh vực chiến lược và được dự kiến sẽ nằm dưới sự kiểm soát của nhà nước trong tương lai gần. Gần 50% dân số Ethiopia dưới 18 tuổi, và mặc dù tuyển sinh giáo dục ở bậc tiểu học và cao đẳng đã tăng lên đáng kể, tạo việc làm không bắt kịp với số lượng tăng từ các viện giáo dục. Đất nước phải tạo ra hàng trăm ngàn việc làm mỗi năm chỉ để theo kịp với sự tăng trưởng dân số.
Hiến pháp Ethiopia xác định quyền sở hữu đất đai chỉ thuộc về "nhà nước và nhân dân", nhưng công dân chỉ có thể thuê đất (lên đến 99 năm), và không thể thế chấp, bán hoặc sở hữu nó. Các nhóm khác nhau và các đảng phái chính trị đã tìm cách tư nhân hóa toàn bộ đất đai, trong khi các đảng đối lập khác chống lại tư nhân hóa và ủng hộ quyền sở hữu của công cộng.
Chính phủ hiện tại đã bắt tay vào một chương trình cải cách kinh tế, bao gồm tư nhân hoá các doanh nghiệp nhà nước và hợp lý hoá quy định của chính phủ. Trong khi quá trình này vẫn đang tiếp diễn, các cải cách đã bắt đầu thu hút đầu tư nước ngoài rất cần thiết.

## Lịch sử
Mặc dù việc phát hành các đồng tiền đúc không bắt đầu cho đến khoảng 270, tiền kim loại có thể đã được sử dụng trong các thế kỷ Aksum trước khi đúc tập trung. Periplus của Biển Erythraean đề cập rằng Aksum nhập khẩu đồng thau "mà họ sử đã dùng cho đồ trang trí và để cắt làm tiền", và họ nhập khẩu "một ít tiền (denarion) cho [sử dụng với] người nước ngoài sống ở đó." Một số ảnh hưởng bên ngoài khuyến khích việc sử dụng tiền xu là không thể phủ nhận. Các đồng tiền La Mã, Himyarite và Kushan đều được tìm thấy ở các thành phố lớn của Aksumite. Việc đúc tiền xu bắt đầu khoảng 270 CN, bắt đầu với triều đại của Endubis.
Khoảng thế kỷ thứ V-VIII, cây cà phê được đưa vào thế giới Ả Rập từ Ethiopia. Coffea arabica, loài được đánh giá cao nhất, có nguồn gốc từ vùng cao nguyên phía tây nam của Ethiopia. Lâu trước khi trồng cà phê, tuy nhiên, các loại cây lương thực khác như kê chân vịt, eragrostis tef, cao lương, đậu ván và thầu dầu đã được thuần hóa và trồng ở Ethiopia.

## Các ngành

### Nông, lâm, ngư nghiệp

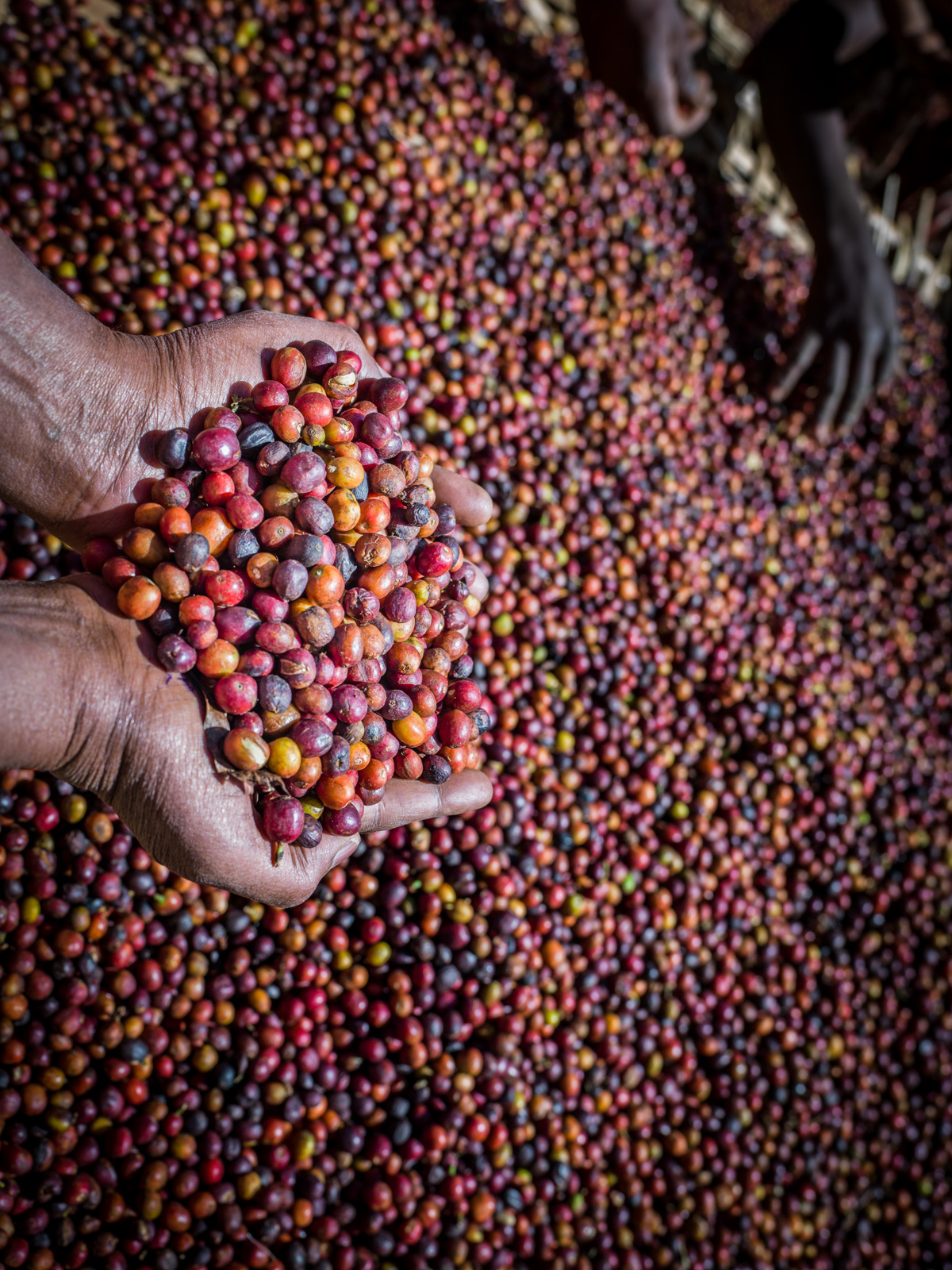
Quá trình phân loại cà phê gần Awasa.

Tính đến năm 2015, nông nghiệp chiếm gần 40,5% GDP, 81% xuất khẩu và 85% lực lượng lao động. Nhiều hoạt động kinh tế khác phụ thuộc vào nông nghiệp, bao gồm tiếp thị, chế biến và xuất khẩu nông sản. Sản xuất chủ yếu là tính chất sinh hoạt và phần lớn xuất khẩu hàng hóa được cung cấp bởi ngành nông nghiệp thương phẩm nhỏ. Cây trồng chính bao gồm cà phê, legume (ví dụ: đậu), cải dầu, cây lương thực, khoai tây, mía và rau. Xuất khẩu gần như hoàn toàn là hàng nông sản, với cà phê là nguồn thu ngoại tệ lớn nhất, và ngành công nghiệp hoa trở thành nguồn thu mới: năm 2005/2006, xuất khẩu cà phê của Ethiopia chiếm 0,9% tổng xuất khẩu thế giới và cải dầu và hoa chiếm 0,5%. Ethiopia là nước sản xuất ngô lớn thứ hai của châu Phi. Năm 2000, chăn nuôi gia súc của Ethiopia đóng góp tới 19% tổng GDP.
Tính đến năm 2008, một số quốc gia nhập khẩu hầu hết thực phẩm của nước này, như Ả Rập Xê Út, đã bắt đầu lên kế hoạch mua và phát triển các vùng đất canh tác lớn ở các nước đang phát triển như Ethiopia. Việc thu hồi đất này đã làm gia tăng lo ngại về thực phẩm được xuất khẩu sang các nước thịnh vượng hơn trong khi dân số địa phương phải đối mặt với sự thiếu hụt của chính họ.
Lâm sản chủ yếu là gỗ tròn dùng trong xây dựng. Các tài sản lâm sinh được sử dụng trong xây dựng, khu vực chế tạo và như nguồn năng lượng.
Thủy sản của Ethiopia hoàn toàn là nước ngọt, vì nước này không giáp biển. Mặc dù tổng sản lượng đã liên tục tăng kể từ năm 2007, ngành đánh bắt cá là một phần rất nhỏ của nền kinh tế. Nghề cá chủ yếu là thủ công. Trong năm 2014, gần 45.000 ngư dân đã được tuyển dụng trong ngành với chỉ 30% trong số họ làm việc toàn thời gian.

### Khoáng sản và khai thác khoáng sản
Ngành khai thác mỏ nhỏ ở Ethiopia. Nước này có trữ lượng than đá, opan, ngọc, kaolinit, quặng sắt, natri cacbonat và tantan, nhưng chỉ vàng được khai thác với số lượng đáng kể. Năm 2001, sản lượng vàng lên tới 3,4 tấn. Việc khai thác muối từ các lớp muối trong cuộc vùng sụt lún Afar, cũng như từ các mỏ muối ở các huyện Dire và Afder ở phía nam, chỉ có tầm quan trọng nội bộ và chỉ có một lượng không đáng kể được xuất khẩu.
Vào ngày 30 tháng 8 năm 2012, công ty Anh Nyota Minerals đã chuẩn bị trở thành công ty nước ngoài đầu tiên nhận được giấy phép khai thác vàng từ nguồn ước tính 52 tấn ở miền tây Ethiopia.

### Năng lượng
Thủy năng và rừng là nguồn năng lượng chính của Ethiopia. Nước này đáp ứng khoảng 90% nhu cầu điện từ thủy điện, dùng để phát điện, với nông nghiệp, phụ thuộc vào lượng mưa dồi dào. Công suất lắp đặt hiện tại được đánh giá ở mức khoảng 2000 MW, với kế hoạch mở rộng tới 10.000 MW. Nói chung, người Ethiopia dựa vào rừng cho gần như tất cả nhu cầu năng lượng và xây dựng của họ; kết quả là nạn phá rừng của nhiều vùng cao nguyên trong ba thập kỷ qua.
Ít hơn một nửa số thị trấn và thành phố của Ethiopia được kết nối với lưới điện quốc gia. Các yêu cầu về dầu được đáp ứng thông qua nhập khẩu các sản phẩm tinh chế, mặc dù một số dầu đang được vận chuyển trên đất liền từ Sudan. Việc thăm dò dầu mỏ ở Ethiopia đã được tiến hành trong nhiều thập kỷ, kể từ khi Hoàng đế Haile Selassie I được cấp quyền khai thác 50 năm đối với SOCONY-Vacuum vào tháng 9 năm 1945.
Những phát hiện dầu khí gần đây trên khắp Đông Phi đã chứng kiến khu vực này nổi lên như một nước mới trong ngành dầu khí toàn cầu. Điều thú vị các mỏ khí khổng lồ ở Đông Phi, tuy nhiên, sự suy giảm mạnh về giá dầu và kỳ vọng hồi phục hình chữ L với giá thấp trong những năm tới đang ngày càng thách thức tính khả thi về kinh tế của ngành trong khu vực này. Trữ lượng ước tính khoảng 4 ngàn tỷ foot khối (110×109 m3), trong khi thăm dò khí và dầu đang được tiến hành ở khu vực Gambela giáp với Sudan.
Những khám phá này dự kiến sẽ mang lại hàng tỷ đô la đầu tư hàng năm cho khu vực này trong thập kỷ tới. Theo ước tính của BMI, những phát hiện trong vài năm qua còn nhiều hơn bất kỳ khu vực nào khác trên thế giới, và những khám phá này dự kiến sẽ tiếp tục trong vài năm tới. Tuy nhiên, giá dầu thế giới giảm đang đe doạ tính khả thi thương mại của nhiều triển vọng về khí đốt này.

### Khu vực chế tạo
Một chương trình tư nhân hóa các doanh nghiệp nhà nước đã được tiến hành từ cuối những năm 1990. Đã có sự tăng trưởng lớn về sản xuất ở Ethiopia. Một số khu công nghiệp đã được xây dựng với trọng tâm là hàng dệt.

### Giao thông vận tải

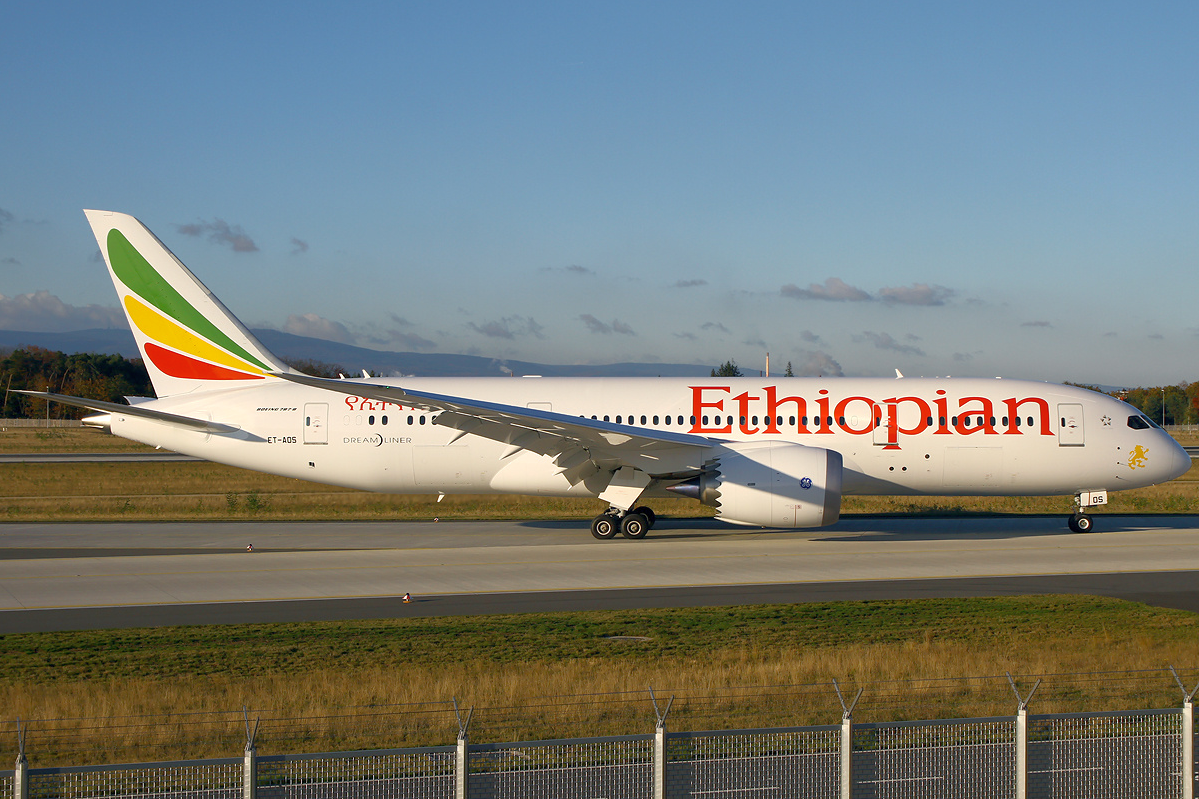
Ethiopian Airlines là hãng hàng không lớn nhất và có lợi nhất ở châu Phi.

Trước cuộc bùng nổ của cuộc chiến tranh Eritrea - Ethiopia năm 1998–2000, Ethiopia chủ yếu dựa vào các cảng biển Assab và Massawa ở Eritrea để thương mại quốc tế. Vào năm 2005, Ethiopia sử dụng các cảng của Djibouti, nối với Addis Ababa bằng tuyến đường sắt Addis Ababa - Djibouti, và đến một mức độ thấp hơn ở Port Sudan ở Sudan. Vào tháng 5 năm 2005, chính phủ Ethiopia bắt đầu đàm phán sử dụng cảng Berbera ở Somaliland.

### Đường sá
Tính đến năm 2016, có 113.066 kilômét (70.256 mi) hoạt động trong mọi thời tiết.

### Hàng không
Ethiopian Airlines là hãng hàng không lớn nhất châu Phi và có lợi nhất. Nó phục vụ 123 điểm đến và có một đội bay gồm 97 máy bay.

### Đường sắt
Mạng lưới đường sắt của Ethiopia đã nhanh chóng mở rộng. Vào năm 2015, đường sắt nhẹ đầu tiên ở châu Phi đã được mở tại Addis Ababa. Năm 2017, đường sắt điện Addis Ababa-Djibouti. Hiện nay, 2 tuyến đường sắt khác đang được xây dựng: Awash-Woldiya và Woldiya-Mekelle.

### Viễn thông
Viễn thông được cung cấp bởi một nhà độc quyền nhà nước, Ethio Telecom, trước đây là Tổng công ty Viễn thông Ethiopia.

### Du lịch
Ngoài thương mại bán buôn và bán lẻ, giao thông vận tải, và thông tin liên lạc, các ngành dịch vụ bao gồm gần như hoàn toàn của du lịch. Được phát triển vào những năm 1960, du lịch đã giảm rất nhiều trong những năm 1970 và 1980 dưới thời chính phủ quân sự. Sự phục hồi bắt đầu vào những năm 1990, nhưng sự tăng trưởng đã bị hạn chế do thiếu khách sạn và cơ sở hạ tầng khác, mặc dù bùng nổ xây dựng các khách sạn và nhà hàng vừa và nhỏ, và do ảnh hưởng của hạn hán, cuộc chiến 1998–2000 với Eritrea và bóng ma của chủ nghĩa khủng bố. Năm 2002, hơn 156.000 khách du lịch đã nhập cảnh, nhiều người trong số họ đến từ nước ngoài, chi tiêu hơn 77 triệu USD. Trong năm 2008, số lượng khách du lịch vào nước này đã tăng lên 330.000. Năm 2015, Ethiopia được xếp hạng là "Điểm đến du lịch tốt nhất thế giới" bởi Hội đồng Du lịch và Thương mại châu Âu.

## Xu hướng kinh tế vĩ mô

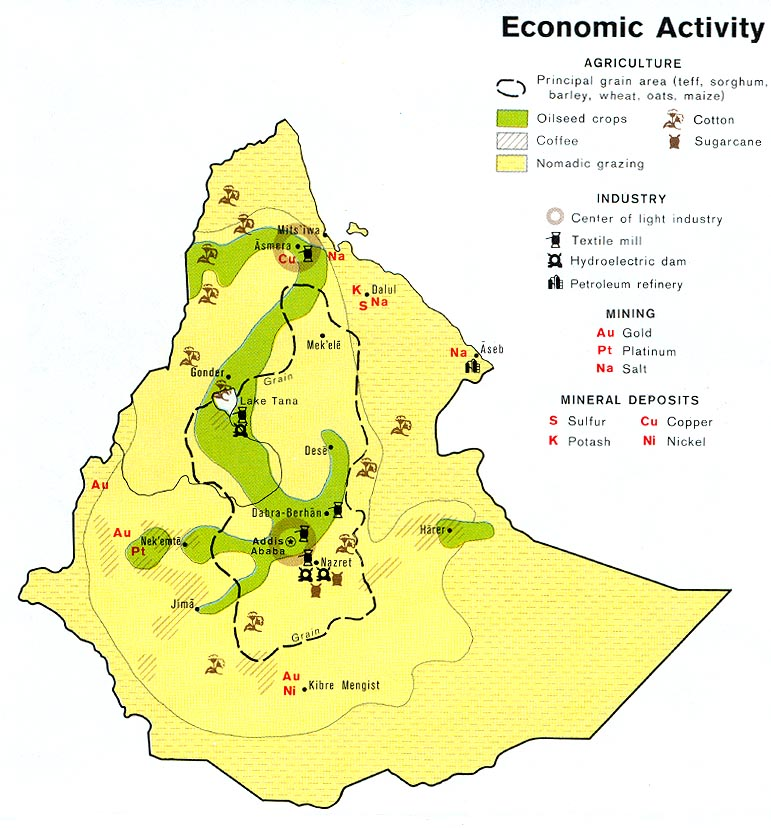
Bản đồ hoạt động kinh tế ở Ethiopia và Eritrea (1976)

Bảng dưới đây cho thấy xu hướng tổng sản phẩm quốc nội của Ethiopia theo giá thị trường, theo ước tính của Quỹ Tiền tệ Quốc tế với số liệu bằng hàng triệu Birr Ethiopian.
| Năm          | Tổng sản phẩm quốc nội | GDP (USD)      | Đôla Mỹ    |
| Birr (triệu) | bình quân đầu người    | Trao đổi       |            |
| ------------ | ---------------------- | -------------- | ---------- |
| 1980         | 14.665                 | 190            | 2,06 Birr  |
| 1990         | 25.011                 | 257            | 2,06 Birr  |
| 1995         | 47.560                 | 148            | 5,88 Birr  |
| 2000         | 64.398                 | 124            | 8,15 Birr  |
| 2005         | 106.473                | 169            | 8,65 Birr  |
| 2006         | 131.672                | 202            | 8,39 Birr  |
| 2007         | 171.834                | 253            | 8,93 Birr  |
| 2008         | 245.973                | 333            | 9,67 Birr  |
| 2009         | 353.455 (ước tính)     | 418 (ước tính) | 12,39 Birr |
| 2010         | 403.100 (ước tính)     | 398 (ước tính) | 13,33 Birr |

GDP hiện tại (USD) bình quân đầu người của Ethiopia giảm 43% trong thập niên 1990.

## Ngoại thương

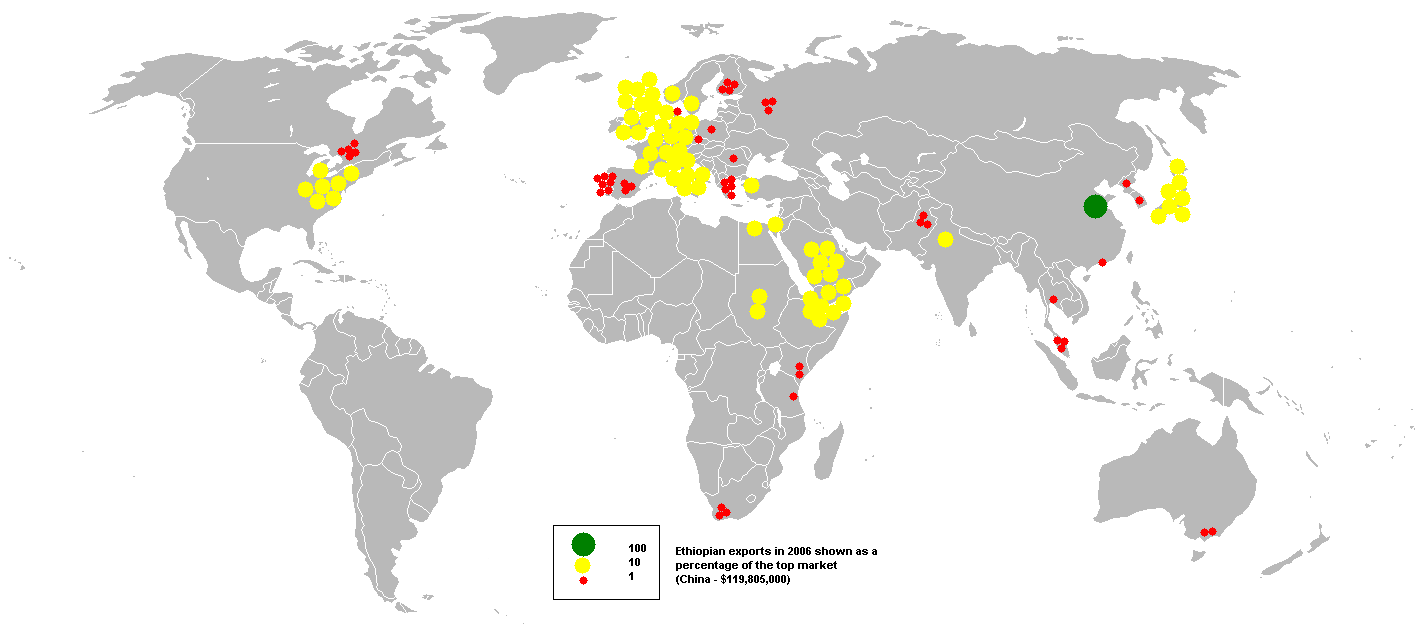
Xuất khẩu của Ethiopia năm 2006

Cho đến năm 2013, mặt hàng xuất khẩu nông nghiệp chính là cà phê, cung cấp khoảng 26,4% thu nhập ngoại hối của Ethiopia. Vào đầu năm 2014, xuất khẩu cải dầu là quan trọng hơn. Cà phê rất quan trọng đối với nền kinh tế Ethiopia. Hơn 15 triệu người (25% dân số) lấy được sinh kế của họ từ ngành cà phê.

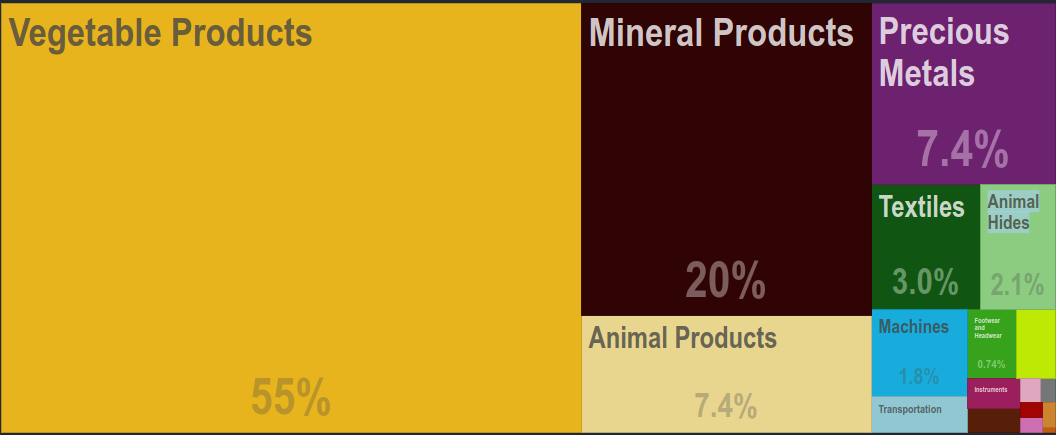
Sơ đồ xuất khẩu của Ethiopia từ quan sát kinh tế của MIT - Harvard (2014)

Các mặt hàng xuất khẩu khác bao gồm động vật sống, da và các sản phẩm da, hóa chất, vàng, legume, cải dầu, hoa, trái cây, rau và lá khát (hoặc qat), một loại cây bụi có chất hướng tâm thần khi nhai. Thương mại xuyên biên giới bởi những người chăn nuôi thường là phi chính thức và vượt ra khỏi sự kiểm soát và điều chỉnh của nhà nước. Ở Đông Phi, hơn 95% thương mại xuyên biên giới là qua các kênh không chính thức và buôn bán không chính thức gia súc sống, lạc đà, cừu và dê từ Ethiopia bán cho Somalia, Kenya và Djibouti tạo ra tổng giá trị ước tính từ 250 triệu USD đến 300 triệu USD hàng năm (gấp 100 lần con số chính thức). Thương mại này giúp giảm giá lương thực, tăng cường an ninh lương thực, giảm căng thẳng biên giới và thúc đẩy hội nhập khu vực. Tuy nhiên, cũng có những rủi ro vì bản chất không được kiểm soát và không có giấy tờ của thương mại này có rủi ro, chẳng hạn như cho phép bệnh lây lan dễ dàng hơn qua biên giới quốc gia. Hơn nữa, chính phủ Ethiopia có vẻ không hài lòng với doanh thu thuế bị mất và doanh thu ngoại hối. Các sáng kiến gần đây đã tìm cách ghi lại và điều chỉnh thương mại này.
Phụ thuộc vào một số loại cây trồng dễ bị tổn thương cho thu nhập ngoại hối và phụ thuộc vào dầu nhập khẩu, Ethiopia thiếu đủ ngoại tệ. Chính phủ bảo thủ tài chính đã thực hiện các biện pháp để giải quyết vấn đề này, bao gồm kiểm soát nhập khẩu nghiêm ngặt và trợ cấp giảm mạnh về giá bán lẻ xăng dầu. Tuy nhiên, nền kinh tế chủ yếu sinh hoạt không có khả năng hỗ trợ chi tiêu quân sự cao, cứu trợ hạn hán, kế hoạch phát triển đầy tham vọng, và nhập khẩu không thể thiếu như dầu; do đó nó phụ thuộc vào sự hỗ trợ của nước ngoài.
Vào tháng 12 năm 1999, Ethiopia đã ký một thỏa thuận liên doanh trị giá 1,4 tỷ đô la với công ty dầu mỏ Malaysia, Petronas, để phát triển một mỏ khí thiên nhiên khổng lồ ở vùng Somali. Tuy nhiên, đến năm 2010, việc triển khai không thành công và Petronas đã bán cổ phần của mình cho một công ty dầu khác.

## Bên ngoài đường dẫn
- Kinh tế Ethiopia trên DMOZ
- Addis Fortune, an online economics and finance journal
- Ethiopia latest trade data on ITC Trade Map
- National Bank of Ethiopia: History of banking in Ethiopia Lưu trữ ngày 13 tháng 1 năm 2006 tại Wayback Machine
- World Bank Ethiopia Summary Trade Statistics